# ایچو روتونا
ایچو روتونا (به اسپانیایی: Ichhu Rutuna) یک کوه در پرو است که در Peru, Huancavelica Region واقع شده‌است. ایچو روتونا ۵٬۰۰۰ متر بالاتر از سطح دریا واقع شده‌است.